# Daphnella fuscoligata
Daphnella fuscoligata är en snäckart som först beskrevs av Dall 1871.  Daphnella fuscoligata ingår i släktet Daphnella och familjen kägelsnäckor. Inga underarter finns listade i Catalogue of Life.